# رائول فوستر
رائول فوستر (انگلیسی: Raúl Fuster؛ زادهٔ ۲۳ ژوئیهٔ ۱۹۸۵) بازیکن فوتبال اهل اسپانیا است.
از باشگاه‌هایی که در آن بازی کرده‌است می‌توان به باشگاه خیمناستیک تاراگونا، باشگاه فوتبال الچه، و باشگاه فوتبال لوگو اشاره کرد.